# Acétylacétonate d'hafnium
L'acétylacétonate d'hafnium, ou Hf(acac)4, est un complexe d'hafnium(IV) et d'acétylacétone H3C–CO–CH2–CO–CH3. On l'obtient par mélange de tétrachlorure d'hafnium HfCl4 et d'acétylacétone en milieu basique. Sa structure et ses propriétés sont très peu différentes de celles de l'acétylacétonate de zirconium.
À l'instar du tétrabutylate de titane (TBT), l'acétylacétonate d'hafnium est utilisé comme catalyseur pour la production de polytéréphtalate de butylène (PBT).